# The Downward Spiral
The Downward Spiral (укр. Низхідна спіраль) — другий студійний альбом американського індастріал-гурту Nine Inch Nails, виданий 8 березня 1994 року. Диск є концептуальним альбомом, що розкриває процес руйнування людської особистості від початку до кінця у вигляді акта самогубства. В музичному плані, «The Downward Spiral» орієнтований на індастріал-рок, техно і хеві-метал, на відміну від синті-попового Pretty Hate Machine. В офіційній системі нумерації релізів NIN Halo альбом вказаний як Halo 8.
Альбом спродюсували Марк «Флад» Елліс та Трент Резнор, який задумав її після виступу на фестивалі Lollapalooza в 1991 році, як символічну сповідь для своїх особистих проблем та всієї тієї «негативної енергетики», яка накопичилася всередині гурту. 1992 року Резнор переїхав в особняк № 10050 на Сіел-драйв в Беверлі-Гіллз, де актриса Шерон Тейт була вбита членами банди Чарлі Менсона. Цей будинок він використав як студію, яка була названа «Le Pig», для запису дисків Broken та The Downward Spiral, а також спільної творчості з іншими музикантами. Альбом складався під впливом класичних пластинок кінця 70-х: Low Девіда Боуї та The Wall Pink Floyd, Резнор зосередився на текстурах та просторі платівки, уникаючи явного використання гітар або синтезаторів.
На підтримку альбому організували концертний тур Self Destruct Tour, а чотири пісні («March of the Pigs», «Closer», «Piggy» і «Hurt») були видані як сингли. Концерти стали дебютом нового іміджу гурту: неохайного та брудного, на сцені музиканти поводились грубо та хаотично, наносячи собі каліцтва та розбиваючи інструменти. Для синглів «March of the Pigs» і «Closer» були зняті відеокліпи; для першого дві версії, а другий зазнав жорсткої цензури на телебаченні, через відвертий зміст. «Piggy» і «Hurt» вийшли як промо-сингли.
Великий комерційний успіх альбому підійняв Nine Inch Nails на олімп музичної сцени 90-х, їх звук став іконою для наслідування. Резнор отримав увагу ЗМІ і кілька музичних нагород, але через увесь цей галас загруз в наркоманії та депресії. Музичні критики і меломани розглядають альбом як один з найбільш важливих в 90-х, високо оцінювалися його основні риси: абразивність, еклектичність і похмурі теми. 1995 року вийшов спеціальний альбом реміксів Further Down the Spiral. В листопаді 2004 року вийшла ювілейна версія альбому, The Downward Spiral був перевиданий у форматах SACD DualDisc, всі пісні пройшли процедуру ремастеринга.

## Історія створення альбому
Концепція The Downward Spiral була створена після фестивального туру Lollapalooza, коли Трент Резнор під час відпочинку в одному з європейських готелів розмірковував про «негативну атмосферу», що склалася в гурті. Концерти Nine Inch Nails були відомі агресивною поведінкою музикантів: вони поводились зухвало, завдавали собі каліцтва та розбивали музичні інструменти. В цей період у Резнора були розбіжності з лейблом TVT Records, що вилилося в створення свого власного, Nothing Records (разом зі своїм колишнім менеджером Джоном Мальмом-молодшим), і підписання нового контракту з фірмою Interscope. Трент хотів дослідити внутрішній світ вигаданого персонажа, який отримав психологічні травми: відштовхуючись від цього, він розробив концепцію альбому; пізніше він використав цю тему в тематиці текстів. В основу концепції альбому лягли власні проблеми Резнора в цей період: він мав конфлікт з одним із учасників гурту, Річардом Патріком і дуже пристрастився до алкоголю. За задумом Резнора, звучання альбому повинно було кардинально відрізнятися від його попередника, «надати йому настрій, текстуру, строгість і витонченість», хоча спочатку він не був до кінця впевнений у його музичній складовій. Альбом створювався у форматі «єдиного оповідання» і був сконцентрований на формі та змісті. Створюючи мелодії, автор уникав «шаблонного» використання гітар або синтезаторів.
Для запису альбому Трент 4 липня 1992 року орендував будинок, розташований в Каліфорнії, де в 1969 році була вбита актриса Шерон Тейт. В інтерв'ю журналу Entertainment Weekly музикант говорив, що він «розглядав багато будинків і цей [йому] найбільше сподобався», попри сумну його популярність. Трент організував студію за дверима, на якій кров'ю Тейт було надряпано послання її вбивць «PIG». Новоспечена студія була названа «Le Pig» і разом з Мальмом, Резнор пропрацював там 18 місяців. Музикант описав свою першу ніч на новому місці, як «жахливу», оскільки він вже начувся про трагічні події і читав статті, пов'язані з інцидентом. Резнор вибрав цей будинок для відточування своїх технічних навичок: музикант купив велику звукову консоль і два рекордера Studer, на його думку це було дешевше, ніж оренда повноцінної студії. Також «Le Pig» використовувалася для запису дебютного альбому Portrait of an American Family Мериліна Менсона, в якому Резнор виступив у ролі сопродюсера. За наполяганням Трента, Менсон підписав контракт з його лейблом Nothing Records, на якому і вийшов диск.
Для реалізації свого плану, Резнор запросив колишнього барабанщика гурту Jane's Addiction Стівена Перкінса, гітариста-віртуоза Адріана Белью і ударника концертного складу NIN Кріса Вренну. Белью надали повний карт-бланш для імпровізації, з рекомендаціями: думати про дії мелодії, концентруватися на ритмі, і використовувати «нойзові» ефекти. Цей досвід збільшив впевненість Резнора в «живих» інструментах: він вважав, що такий підхід був виразнішим, ніж твір з допомогою одних лише «комп'ютерів».

## Зміст

### Лірика
Тексти The Downward Spiral наповнені численними метафорами, що робить їх відкритими для різних інтерпретацій. Це напів-автобіографічна, концептуальна платівка, в якій центральне місце займає аспект деградації героя (Резнор), він скочується в безумство свого внутрішнього, соліпсістского світу, по метафоричній «низхідній спіралі». Попутно, протагоніст стосується питань: релігії, дегуманізації, насильства, хвороб, суспільства, наркотиків, сексу, і, нарешті, самогубства. Лейтмотивом усього альбому є тема нігілізму і двох психологічних факторів: саморуйнування та самоконтролю. Резнор описав концепцію альбому: «вона про тих, хто перетворює все навколо себе в потенційне небуття, за допомогою кар'єри, релігії, відносин, переконань і так далі». Багато музичних журналістів, серед них оглядач газети The New York Times Джон Перелес, відзначали центральну тему альбому — тугу, якої стосувалися багато грандж-гуртів, такі як Nirvana, і що інтерпретація цього настрою від Nine Inch Nails вийшла більш справжньою.

### Музика
The Downward Spiral містить елементи індастріал-року, техно і хеві-метала, що було «кроком убік», порівняно зі звучанням попередньої роботи Резнора, Pretty Hate Machine. Під час запису Трент регулярно використовував ефекти нойзу та дисторшна в аранжуваннях пісень. Самі композиції не дотримувалися класичної куплетної форми і дисонували з хроматизмом мелодії або її гармонією (або з обома одночасно). Ідеї з обробкою «металічних» звуків гітари, розпочаті в Broken продовжили свій розвиток на The Downward Spiral: Трент використав інноваційні методи, такі як розширені структури пісні та нетрадиційні розміри такту. Матеріал альбому демонструє широкий спектр музичних текстур та настроїв для ілюстрування психологічних метаморфоз головного героя. Вокал Резнора будується за тією ж схемою «від початку і до кінця», часто переходячи від шепоту до крику. Ці техніки використовуються в пісні альбому «Hurt»: в ній звучить дуже дисонуючий тритон (B5#11) на тлі куплета; щоб сконцентрувати увагу на голосі Резнора, коли він співає слово «Я», кожний раз звучить діада B/E#.
«Mr. Self Destruct» є піснею про сильну особистість, на її тлі звучить семпл з фільму «THX 1138» з «індустріальним гуркотом», в супроводі лупів зі звуком обертових шестернею. Мелодія «The Becoming» покликана виразити стан мертвої особистості та перетворення Резнора в нелюдський організм. Мелодія «Closer» будується навколо хроматичного мотиву на фортепіано: вона дебютує в другому куплеті пісні «Piggy» (в органній інтерпретації), потім знову звучить в павер-акордах (в зниженому ладі D) протягом всього приспіву «Heresy», далі, її інвертована (по зростанню звука) версія безперервно грає на треку «A Warm Place», а потім, вона останній раз повторюється в своїй первісній версії на «The Downward Spiral». Найбільший вплив на запис надав експериментальний альбом Девіда Боуї Low: він надихав Резнора під час створення пісень, настроїв, і структури диска; а також платівка прогресив-рок гурту Pink Floyd The Wall.

## Обкладинка
Ескізи та готові малюнки для композицій «Closer» та «March of the Pigs», які зробив Расселл Міллз, були представлені у Школі мистецтв Глазго. Міллз так пояснив ідеї та матеріали, які спонукали його до роботи над картиною «Wound» (укр. Рана), яка використана для обкладинки альбому:
|  | Я думав зробити щось шарувате, як фізично, так і матеріально та концептуально. Я хотів такого, щоб воно одночасно було відкритим та виставковим, і у той же час залишалося закритим. Характер лірики та сила музики, з якою я працював, виправдовували мої спроби намалювати картини, які посилаються на явно суперечливі образи: біль та зцілення. Я хотів зробити гарні поверхні, які частково відкривають внутрішню хворобливість відкритих ран під собою. Змішана 'Wound' стала першою роботою, яку я створив у такому ключі і вона стала обкладинкою альбому. Вона являє собою дерев'яну панель, на якій зображення виконано з гіпсу, акрилу, олії, іржавого металу, комах, метеликів, крові (моєї), воску, лаків та хірургічних пов'язок. |

## Просування

### Сингли

Резнор в кліпі на пісню «Closer».

Пісні «March of the Pigs» і «Closer» були видані у вигляді синглів, а дві інші пісні, «Hurt» і «Piggy», були видані на радіо без комерційного синглу. «March of the Pigs» має незвичайний метр, чергуючи три такти 7
8 з одним 8
8 (по суті 29
8), і виконується в темпі 269 ударів на хвилину. Режисер Пітер Крістоферсон зняв для цієї пісні дві версії відеокліпу; перший варіант не сподобався самому Резнору, і його замінили на «живе» виконання пісні.
Барабанна партія «Closer» є сильно зміненим семплом, зіграним на великому барабані з пісні Іггі Попа «Nightclubbing», з його альбому The Idiot. У ліричному плані пісня є роздумом про ненависть до себе і сексуальну одержимость, але, до жаху Резнора, пісня була неправильно інтерпретована публікою, її розцінювали як гімн похоті у зв'язку з приспівом: «Я хочу трахнути тебе, як тварину». Відеокліп «Closer» зняв режисер Марк Романек, він був дуже популярним серед глядачів MTV, хоча і вийшов з «купюрами», на думку керівництва телеканалу оригінал був дуже відвертим. Дія кліпу відбувається в лабораторії, в його візуальних образах фігурують алюзії до наступних тем: релігія, сексуальність, жорстоке поводження з тваринами, політика і терор; серед спірних моментів кліпу відзначалися наступні кадри: оголена лиса жінка в масці з розп'яттям, мавпа, прив'язана до хреста, відрізана поросяча голова, графічна ілюстрація вульви, Резнор у БДСМ масці, кайданах, та кляпом у роті. Пісня мала великий успіх на радіо, хоча в цій версії композиції, також не обійшлося без цензури. У зв'язку зі своїми унікальними художніми особливостями, відеокліп ввійшов до постійної колекції Нью-Йоркського музею сучасного мистецтва.
У композиції «Piggy» є рядок «тепер мене ніщо не зупинить» (укр. «nothing can stop me now»), вона повторюється в піснях «Ruiner» і «Big Man with a Gun». Шалений барабанний біт в кінці пісні зіграв сам Резнор, це один з небагатьох «живих» барабанних записів на альбомі. Він заявив, що запис з'явився спонтанно, в ході тестування мікрофонної установки, але він йому так сподобався, що музикант вирішив його залишити. Пісня була видана як промо-сингл у грудні 1994 року і зайняла 20 рядок чарту Hot Modern Rock Tracks.
Виданий в 1995 році, сингл «Hurt» містить згадки самокаліцтва і героїнової залежності, хоча в цілому, зміст пісні трактують по-різному. Легенда кантрі Джонні Кеш переспівав пісню для своєї збірки American IV: The Man Comes Around. Відеокліп на цей кавер також зняв Марк Романек: він містить сцени з життя Кеша, та його назвали найкращим відео всіх часів на думку редакції журналу NME. Британська співачка Леона Льюїс також записала свій варіант цієї пісні, вона була видана на її дебютному міні-альбому Hurt: The EP. Цей кавер отримав неоднозначну реакцію від музичних критиків. Льюїс Корнер з Digital Spy похвалив рок-інтерпретацію Леони, яка викрила «емоційні тони» співачки, «в цій пісні вона співає фальцетом, що „леденить кров“», писав журналіст.

### Тур

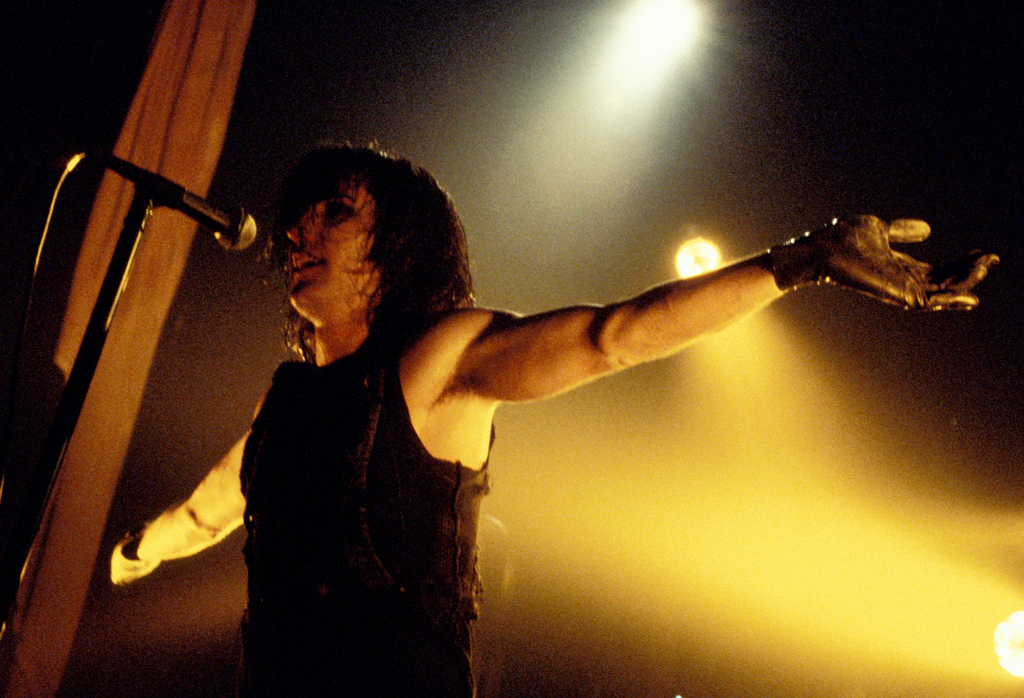
Трент Резнор виступає на одному з концертів Self Destruct Tour.

На підтримку альбому Трент Резнор вирушив у турне Self Destruct Tour. В концертний складу гурту увійшли: Кріс Вренна та Джеймс Вуллі, на місця ударника та клавішника відповідно, гітарист Робін Фінк, який замінив в цьому амплуа Річарда Патріка і Денні Лонер, запрошений як бас-гітарист. Під час шоу на сцену спускали фіранки, на яких транслювалися «візуальні ефекти» під час виконання деяких пісень, наприклад «Hurt». Задня частина сцени була всіяна тьмяними прожекторами, поряд з нечисленним основним освітленням. Під час турне музиканти представили публіці свій новий імідж: похмурий та неохайний, вони виходили на сцену в рваному одязі та вимазані в кукурудзяному крохмалі. Гурт поводився зухвало та непередбачувано: музиканти часто калічили себе, нападали один на друга, стрибали в натовп та розбивали інструменти наприкінці виступу.
В ході турне гурт виступив на фестивалі Вудсток '94, який транслювався для 24 млн будинків. Музиканти вийшли на сцену вимазані брудом, що було наслідками закулісного саундчеку, всупереч розхожій думці, що це була хитрість Резнора, щоб залучити побільше уваги. Тренту було дуже важко орієнтуватися на сцені: на самому початку шоу, він штовхнув Лонера в калюжу з брудом, і вона потрапила йому в очі (він майже нічого не бачив). Після закінчення фестивалю, більшість критиків зійшлися в думці, що Nine Inch Nails «зробили» своїх популярніших «колег по цеху», переважно класичних рок-гуртів і їх фан-база значно зросла. Після цього виступу гурт ще більше розширив свій успіх, збільшивши масштабність концертних постановок: були додані різні театральні та візуальні елементи. Композиція «Happiness in Slavery», виконана під час концерту Woodstock була відзначена Греммі в категорії «Найкраще метал-виконання». Газета Entertainment Weekly прокоментувала виступ гурту на Вудсток '94: «Резнор „оголив“ рок, до його страхітливого, мелодраматичного ядра: настільки висушуючий досвід… це було дуже хвилююче». Попри такі відгуки, Резнор був незадоволений концертом, через його технічні «накладки».

## Реліз і відгуки критиків
Дата релізу альбому неодноразово переносилася. Перша затримка була викликана процесом створення студії Le Pig, на що пішло більше часу, ніж планувалося; потім реліз відклали знову, бо Резнор вивчав нові способи створення музики, щоб скласти звучання, яке не нагадує Broken і Pretty Hate Machine. Резнор вважав, що передавши лейблу матеріал на початку 1993 року, він випробує творчу кризу і буде не здатний створити нічого путнього. Незабаром, боси Interscope втратили терпець і почали висловлювати «стурбованість» з приводу термінів релізу альбому. Хоча Резнор не звертав уваги на вимоги лейбла, вони все одно продовжували тиснути, попри раніше обговорену «творчу свободу». Він розповів продюсеру Ріку Рубіну про цю ситуацію: «моя нинішня мотивація — скоріше закінчити альбом і вирушити в тур, бо лейбл тисне з усіх боків». Рубін відповів: «Це сама дурна причина для створення альбому, про яку я чув. Не варто цього робити (видавати альбом), поки у тебе з'явитися музика, яку буде злочином приховувати від людей». Приголомшений цією радою музикант проаналізував ситуацію і зрозумів, що він знаходиться в самому вигідному положенні: у нього є нормальний бюджет, класне обладнання, і власна студія для роботи. В підсумку, Резнор виділив деякий час на продюсування пластинки Менсона і завершив роботу над власним альбомом майже через рік, після того як почав її.
Критики добре зустріли The Downward Spiral. Джон Перелез із The New York Times написав «схоже на те, що кожний інструмент, акустичний чи синтетичний, налаштований таким чином щоб зробити звук максимально відшліфованим». Перелез стверджував, що на відміну від інших електро-індустріальних гуртів, як Ministry та Nitzer Ebb, «музика, яку пише Рензор, подорослішала; він усвідомлює, що необхідні мелодичні принади, а не лише риффи. І хоча пуристи звинувачують його у розпродажі їх відлюдкуватих жанів, він перевершив їх; музика не менш змінна, і можливо навіть більше, оскільки вона чіпляється до вуха».
Роберт Крістгау дав альбомові схвальний відгук і сказав, що музично альбом порівнянний з «Ієронімусом Босхом у постіндустріальному атеїзмі», але лірично він близький до «трансформерів у дитячому порно».
Rolling Stone нагородив альбом чотирма зірками з п'яти; оглядач Джонатан Голд хвалить альбом як «музика, яка прикріплює рівні відтворення далеко у червоне» та завершує «The Downward Spiral є музикою, яку можна назвати низькотехнологічним футуризмом, що хитає».
Entertainment Weekly надав альбомові рейтинг В+; оглядач Том Сінклейр написав «резнорові звірячі теми (секс, сила, садомазохізм, ненависть подолання) всі тут, обкутані у принади, які вражають вашу психіку з силою паяльної лампи».
У виданні The New Rolling Stone Album Guide 2004 року альбом отримав п'ять зірок з п'яти та помітку «потужний, один з визначних альбомів Nine Inch Nails».

## Вплив
Успіх The Downward Spiral став переломним моментом для Nine Inch Nails: гурт піднявся на олімп рок-сцени 90-х. Імідж NIN, а також його музичний стиль стали дуже впізнаваними серед широких мас: на хвилі популярності, ремікс пісні «Down in It» пролунав в рекламі продуктів фірми Gatorade. Резнор відчував себе незатишно через весь цей ажіотаж в ЗМІ, він регулярно з'являвся на перших шпальтах таблоїдів з «жовтими» заголовками: про його смерть, депресії і дружбу з убивцею Джеффрі Дамером. Преса робила з новоявленої зірки секс-символ, педалюючи на його візуальному, провокаційному образі. Окрім всього цього медійного галасу, Nine Inch Nails були відзначені впливовими музичними нагородами: гурт отримав номінацію на премію «Греммі» в категорії «Найкращий альтернативний альбом» і «Найкраща рок-пісня» за композицію «Hurt».
Резнор інтерпретував The Downward Spiral як продовження власного «я». За словами музиканта, альбом став «пророчим»: завершивши його, він зіткнувся з багатьма особистими та соціальними проблемами, які сам і підняв. До того часу він вже страждав від соціофобії і депресії, і міцно підсів на наркотики, зокрема кокаїн, крім частих запоїв. Приблизно в цей же період, він почав відчувати манію перфекціонізму, а також почуття творчої кризи, все це вплинуло на терміни випуску його наступного диска, The Fragile, який вийшов лише наприкінці 1999 року. Резнор повністю позбувся наркотичної залежності в 2001 році, пройшовши спеціальний курс в реабілітаційній клініці.
Через рік після випуску The Downward Spiral Резнор записав спеціальний альбом реміксів під назвою Further Down the Spiral, це не єдиний студійний диск Nine Inch Nails, який отримав золотий статус у США. Свій внесок у цю платівку внесли: гурт Coil і Денні Гайдгіеп, музикант Джим Терлуэлл, Aphex Twin, продюсер Рік Рубін, і гітарист Дейв Наварро з гурту Jane's Addiction. Альбом досяг 23-го рядка чарту Billboard 200 і отримав неоднозначні відгуки критиків. Мініальбом Recoiled з реміксами на пісні «Gave Up», «Closer», «The Downward Spiral» і «Eraser», вийшов 24 лютого 2014 року на британському лейблі Cold Spring.

## Спірність
Акцентування тематики на заборонних темах зіграло свою роль в критиці альбому з боку певної верстви американського суспільства. Тексти зазнали критики з боку соціальних консерваторів. Голова Республіканської партії США Боб Доул різко засудив корпорацію Time Warner, після зустрічі з її головою Майклом Фуксом (голова Warner Music Group). В ході зустрічі, сенатори Вільям Беннетт і Синтія Такер зажадали Фукса зачитати текст пісні «Big Man with a Gun»: вони вважали, що вона була завуальованим закликом до атаки на уряд Сполучених Штатів.

## Список композицій
Автор музики і слів Трент Резнор. 
| #   | Назва                 | Тривалість |
| --- | --------------------- | ---------- |
| 1.  | «Mr. Self Destruct»   | 4:30       |
| 2.  | «Piggy»               | 4:24       |
| 3.  | «Heresy»              | 3:54       |
| 4.  | «March of the Pigs»   | 2:58       |
| 5.  | «Closer»              | 6:13       |
| 6.  | «Ruiner»              | 4:58       |
| 7.  | «The Becoming»        | 5:31       |
| 8.  | «I Do Not Want This»  | 5:41       |
| 9.  | «Big Man with a Gun»  | 1:36       |
| 10. | «A Warm Place»        | 3:22       |
| 11. | «Eraser»              | 4:54       |
| 12. | «Reptile»             | 6:51       |
| 13. | «The Downward Spiral» | 3:57       |
| 14. | «Hurt»                | 6:13       |

| Бонусний диск перевидання 2004 року (Halo 8 DE) | Бонусний диск перевидання 2004 року (Halo 8 DE)                                       | Бонусний диск перевидання 2004 року (Halo 8 DE) |
| #                                               | Назва                                                                                 | Тривалість                                      |
| ----------------------------------------------- | ------------------------------------------------------------------------------------- | ----------------------------------------------- |
| 1.                                              | «Burn» (взято з саундтрека до фільму Природжені вбивці)                               | 5:00                                            |
| 2.                                              | «Closer (Precursor)» (взято з сингла «Closer to God»)                                 | 7:16                                            |
| 3.                                              | «Piggy (Nothing Can Stop Me Now)» (взято з альбому реміксів Further Down the Spiral)  | 4:03                                            |
| 4.                                              | «A Violet Fluid» (взято з сингла «March of the Pigs»)                                 | 1:04                                            |
| 5.                                              | «Dead Souls» (взято з саундтрека до фільму Ворон)                                     | 4:53                                            |
| 6.                                              | «Hurt (Quiet)» (взято з альбому реміксів Further Down the Spiral, версія для США)     | 5:08                                            |
| 7.                                              | «Closer to God» (взято з сингла «Closer to God»)                                      | 5:06                                            |
| 8.                                              | «All the Pigs, All Lined Up» (взято з сингла «March of the Pigs»)                     | 7:26                                            |
| 9.                                              | «Memorabilia» (взято з сингла «Closer to God»)                                        | 7:22                                            |
| 10.                                             | «The Downward Spiral (The Bottom)» (взято з альбому реміксів Further Down the Spiral) | 7:32                                            |
| 11.                                             | «Ruiner (Demo)»                                                                       | 4:51                                            |
| 12.                                             | «Liar (Reptile Demo)»                                                                 | 6:57                                            |
| 13.                                             | «Heresy (Demo)»                                                                       | 4:00                                            |

Коментарі
1. ↑  Звук, з якого починається «Mr Self Destruct» узятий з фільму THX 1138, з того моменту, де людину б'є тюремна охорона.
2. ↑  Звуки на початку «Big Man With a Gun» є зміненими у студії криками порно-зірки, що відчуває оргазм. Згідно супроводжуючому альбом буклетом, цей семпл називається «Steakhouse» (укр. Ресторан с відбивними) і приписаний Томмі Лі, барабанщику гурту Mötley Crüe.

## Учасники запису
| - Трент Резнор — вокал, синтезатори, гітари, барабани («Piggy»), аранжування, продюсування - Флад — продюсер, хай-хет («Closer»), синтезатор Arp 2600 («The Becoming») - Кріс Вренна — ударні («Hurt»), програмування, семплінг - Адріан Белью — гітара («Mr. Self Destruct» і «The Becoming») - Денні Лонер — гітара («Big Man with a Gun») - Енді Кубіцевські — ударні («The Downward Spiral») - Стівен Перкінс — ударні («I Do Not Want This») - Чарлі Клоузер — програмування - Джон Агуто — звукорежисер - Браян Поллак — звукорежисер - Шон Бівен — мікшування | - Білл Кеннеді — мікшування - Алан Молдер — мікшування - Том Бейкер — мастеринг - Боб Людвіг — ремастеринг - Джеймс Браун — мікшування 5.1 (перевидання) - Ніл Ферразанні — асистент (перевидання) - Рассел Міллз — ескізи - Девід Бакленд — фотографії - Гері Талпас — оформлення буклета - Роб Шерідан — обкладинка, додаткові фотографії (перевидання) |

## Позиції в чартах і сертифікації
| Чарт                     | Найвища позиція |
| ------------------------ | --------------- |
| Australian Albums Chart  | 12              |
| Canadian Albums Chart    | 13              |
| New Zealand Albums Chart | 23              |
| Swedish Albums Chart     | 33              |
| UK Albums Chart          | 9               |
| Billboard 200            | 2               |

| Країна                | Сертифікація |
| --------------------- | ------------ |
| Австралія (ARIA)      | Золотий      |
| Канада (CRIA)         | 3×Платиновий |
| Велика Британія (BPI) | Золотий      |
| США (RIAA)            | 4×Платиновий |